# Parque nacional de Shoria
El parque nacional de Shoria (en ruso: Шорский национальный парк, Shorski natsionalny park) es un área natural protegida de la Federación de Rusia.
Está situado en las montañas de Shoria, al sur del óblast de Kémerovo; fue establecido el 27 de diciembre de 1989. Se extiende sobre 4138 km² en el raión de Tashtagol. El parque se extiende de norte a sur por unos 110 km y su ancho de este a oeste es de unos 90 km. Su sede se encuentra Tashtagol.